# Замок Гердауен
Замок Гердауен — замок лицарів Тевтонського ордену, побудований в 1315 році. На даний руїни замку знаходяться у смт. Желєзнодорожному, Калінінградська область, РФ.

## Історія
Замок був закладений комтуром Йоганнесом фон Віннунгеном. Керував будівництвом Кенігсберзький комтур Генріх фон Ізенбер.
Замок було освячено в день святих Петра і Павла 1325 року.
У 1347 році військо Ольгерда підійшло до воріт фортеці, але не наважилося її штурмувати.
З 1678 року в замку ніхто не проживав. У XIX столітті він був проданий барону фон Ромбергу, син якого зніс старі споруди і побудував садибу, в котрій від замку залишилися тільки підвальні приміщення. Пізніше замок продали Альфреду фон Янсену, який прожив в ньому до 1945 року.
Під час Другої світової війни садиба незначно постраждала, але до початку XXI століття збереглися ворота, руїни західного флігеля і перебудовані колодязь зі стайнею.
З 1947 року в приміщенні стайні розташовувалася ветеринарна лікарня. Підвали замку, виявлені під будівлею, ніяк не використовувалися.
Наприкінці 1970-тих років на території замку Гердауен знімався фільм «Довгі версти війни» кіностудії імені Олександра Довженка.
У 1990 році руїни замку були орендовані сім'єю підприємців, які планували перебудувати його під готель із рестораном. Однак, внаслідок фінансової кризи 1991 року, роботи припинилися.
У 1999 році обвалилася кутова частина підвалу, а в 2000 році — ще й частина стіни ветеринарної лікарні.
Постановою Уряду Калінінградської області від 23 березня 2007 року замок отримав статус об'єкта культурної спадщини регіонального значення.